# أقبالية رقم 1 (سفيد دشت)
أقبالیة رقم 1 (بالإنجليزية: Eqbaliyeh Shomareh-ye Yek)‏ هي منطقة سكنية تقع في إيران في أصفهان.